# Claude Netter
Claude Netter (Parijs, 23 oktober 1924 - Neuilly-sur-Seine, 13 juni 2007) was een Frans schermer.
Netter won tijdens de Olympische Zomerspelen 1952 de gouden medaille met het Franse floretteam, vier jaar moest Netter met zijn ploeggenoten genoegen nemen met het zilver. Netter werd met de Franse ploeg driemaal wereldkampioen en driemaal tweede, individueel was de zilveren medaille in 1959 zijn beste prestatie.

## Resultaten

### Olympische Zomerspelen
| Jaar | Plaats    | Resultaten            |
| ---- | --------- | --------------------- |
| 1952 | Helsinki  | floret team           |
| 1956 | Melbourne | floret team 5e floret |
| 1960 | Rome      | 5e floret team        |

### Wereldkampioenschappen schermen
| Jaar | Plaats       | Resultaten  |
| ---- | ------------ | ----------- |
| 1950 | Monte Carlo  | floret team |
| 1951 | Stockholm    | floret team |
| 1953 | Brussel      | floret team |
| 1954 | Luxemburg    | floret team |
| 1957 | Parijs       | floret team |
| 1958 | Philadelphia | floret team |
| 1959 | Boedapest    | floret      |

1904: Fonst, Díaz, Van Zo Post ·
1920: Baldi, Costantino, A. Nadi, N. Nadi, Olivier, Puliti, Speciale, Terlizzi ·
1924: Cattiau, Coutrot, de Luget, Ducret, Gaudin, Jobier, Labatut, Perotaux ·
1928: Chiavacci, Gaudini, Guaragna, Pessina, Pignotti, Puliti ·
1932: Bondoux, Bougnol, Cattiau, Gardère, Lemoine, Piot ·
1936: Bocchino, Di Rosa, Gaudini, Guaragna, Marzi, Verratti ·
1948: Bonin, Bougnol, de Buhan, Lataste, d'Oriola, Rommel ·
1952: de Buhan, Lataste, Netter, Noël, d'Oriola, Rommel ·
1956: Bergamini, Carpaneda, Di Rosa, Lucarelli, Mangiarotti, Spallino ·
1960: Midler, Roedov, Sissikin, Svesjnikov, Zjdanovitsj ·
1964: Midler, Sissikin, Sjarov, Svesjnikov, Zjdanovitsj ·
1968: Berolatti, Dimont, Magnan, Noël, Revenu ·
1972: Dąbrowski, Godel, Kaczmarek, Koziejowski, Woyda ·
1976: Bach, Behr, Hein, Reichert, Sens-Gorius ·
1980: Bonin, Boscherie, Flament, Jolyot, Pietruszka ·
1984: Borella, Cerioni, Cipressa, Numa, Scuri ·
1988: Aptsiaoeri, Ibragimov, Koretsky, Mamedov, Romankov ·
1992: Koch, Schreck, Wagner, Weidner, Weißenborn ·
1996: Mamedov, Pavlovitsj, Sjevtsjenko ·
2000: Ferrari, Guyart, Lhotellier, Plumenail ·
2004: Cassarà, Sanzo, Vanni, Zennaro ·
2012: Valerio Aspromonte, Avola, Baldini, Cassarà ·
2016: Achmatchoezin, Safin, Tsjeremisinov ·
2020: Le Péchoux, Lefort, Mertine, Pauty ·
2024: Iimura, Matsuyama, Shikine, Nagano